# József Nagy (futebolista nascido em 1892)
József Nagy (Budapeste, 15 de outubro de 1892 — 17 de janeiro de 1963) foi um futebolista e treinador de futebol húngaro.
Nagy foi um dos treinadores húngaros mais conhecidos na Itália após a Primeira Guerra Mundial. Depois de treinar a Suécia por três anos, foi para o Pro Vercelli, onde ficou por quatro temporadas, antes de passar por Bologna, Genoa e ser o treinador da seleção da Suécia durante as Copas do Mundo de 1934 e 1938. Também treinou o IK Brage. e o IFK Göteborg, ambos da Suécia.